# Kydoimos
Dans la mythologie grecque, Kydoimos (grec ancien : Κυδοιμός) ou Kudoimos est la personnification du fracas, de la confusion, du tumulte et du brouhaha de la bataille. Il est mentionné avec d'autres personnifications en rapport avec la guerre. Il est semblable à Homados et, comme lui, fait partie des Makhai (Μάχαι). 

## Littérature classique
Il n'y a pas de mythe connu rattaché à Kydoimos mais il apparait dans plusieurs œuvres littéraires :

### Dans l'Iliade
Kydoimos est mentionnée dans l’Iliade. En effet, lorsque Ényo marche avec Arès à la tête des Troyens, la déesse tient à la main Kydoimos.

### DansLa Paix
Kydoimos apparaît dans La Paix d’Aristophane en tant que personnage :
Dans la pièce Trygée, un Athénien qui est fatigué de la guerre, a élevé un bousier pour monter et voler vers Zeus afin de lui demander pourquoi il a laissé les Grecs dans la guerre. Il apprend d'Hermès en arrivant que les dieux sont partis de l'Olympe parce qu'ils étaient en colère contre les Grecs ; reste uniquement Hermès qui s'occupe des derniers préparatifs. Seuls vivent là désormais sur l'Olympe Polémos (Guerre) et son comparse Kydoimos qui ont emprisonné Eiréné (la Paix).

### DansLe Bouclier d'Héraclès
Kydoimos apparaît dans Le Bouclier d'Héraclès du Pseudo-Hésiode, une des nombreuses figures décrites sur ce dernier :
Il (Héraclès) prit dans ses mains son bouclier tout étincelant : jamais personne ne le brisa d'un coup ni ne l'écrasa. Et une merveille c'était à voir... Au centre était Phobos (Peur) travaillé en inflexible, indescriptible, regardant en arrière avec des yeux qui brillaient avec feu. Sa bouche était pleine de dents dans une rangée blanche, effrayante et intimidante, et sur son front sinistre planait l'effroyable Éris (Conflit) qui pare la foule d'hommes : elle est impitoyable, car elle a emporté l'esprit et les sens des pauvres malheureux qui firent la guerre au fils de Zeus... Sur le bouclier Proioxis (Poursuite) et Palioxis (Fuite) ont été forgées, et Homados (Tumulte), et Phobos (Panique), et Androktasia (Massacre). Éris ((discorde et émulation pour la bataille)) aussi, et Kydoimos (Confusion) se dépêchaient, et la mortelle Kèr (Destinée) était là tenant un homme nouvellement blessé...